# Nogaro
Nogaro é uma comuna francesa na região administrativa de Occitânia, no departamento de Gers. Estende-se por uma área de 11,06 km². Em 2010 a comuna tinha 2 176 habitantes (densidade: 196,7 hab./km²).